# Théorème des deux séries de Kolmogorov
En théorie des probabilités, le théorème des deux séries de Kolmogorov est un résultat sur la convergence des séries aléatoires. Il résulte de l'inégalité de Kolmogorov et est utilisé dans une preuve de la loi forte des grands nombres . 

## Énoncé du théorème
Soit {\displaystyle \left(X_{n}\right)_{n=1}^{\infty }} une suite de variables aléatoires indépendantes d'espérance {\displaystyle \mathbf {E} \left[X_{n}\right]=\mu _{n}} et de variance {\displaystyle \mathbf {Var} \left(X_{n}\right)=\sigma _{n}^{2}}, tel que {\displaystyle \sum _{n=1}^{\infty }\mu _{n}} et  {\displaystyle \sum _{n=1}^{\infty }\sigma _{n}^{2}} convergent dans ℝ. Alors {\displaystyle \sum _{n=1}^{\infty }X_{n}} converge dans ℝ presque sûrement . 

## Preuve
Supposons sans perte de généralité que {\displaystyle \mu _{n}=0} . Posons {\displaystyle S_{N}=\sum _{n=1}^{N}X_{n}}. Nous allons voir que {\displaystyle \limsup _{N}S_{N}-\liminf _{N}S_{N}=0} presque sûrement
Pour chaque {\displaystyle m\in \mathbb {N} } , {\displaystyle \limsup _{N\to \infty }S_{N}-\liminf _{N\to \infty }S_{N}=\limsup _{N\to \infty }\left(S_{N}-S_{m}\right)-\liminf _{N\to \infty }\left(S_{N}-S_{m}\right)\leq 2\max _{k\in \mathbb {N} }\left|\sum _{i=1}^{k}X_{m+i}\right|} Ainsi, pour chaque {\displaystyle m\in \mathbb {N} } et {\displaystyle \epsilon >0} , {\displaystyle {\begin{aligned}\mathbb {P} \left(\limsup _{N\to \infty }\left(S_{N}-S_{m}\right)-\liminf _{N\to \infty }\left(S_{N}-S_{m}\right)\geq \epsilon \right)&\leq \mathbb {P} \left(2\max _{k\in \mathbb {N} }\left|\sum _{i=1}^{k}X_{m+i}\right|\geq \epsilon \ \right)\\&=\mathbb {P} \left(\max _{k\in \mathbb {N} }\left|\sum _{i=1}^{k}X_{m+i}\right|\geq {\frac {\epsilon }{2}}\ \right)\\&\leq \limsup _{N\to \infty }4\epsilon ^{-2}\sum _{i=m+1}^{m+N}\sigma _{i}^{2}\\&=4\epsilon ^{-2}\lim _{N\to \infty }\sum _{i=m+1}^{m+N}\sigma _{i}^{2}\end{aligned}}} Alors que la deuxième inégalité est due à l'inégalité de Kolmogorov . 
En supposant que {\displaystyle \sum _{n=1}^{\infty }\sigma _{n}^{2}} converge, il s'ensuit que le dernier terme tend vers 0 lorsque {\displaystyle m\to \infty }, pour chaque {\displaystyle \epsilon >0} . 